# Курский уезд

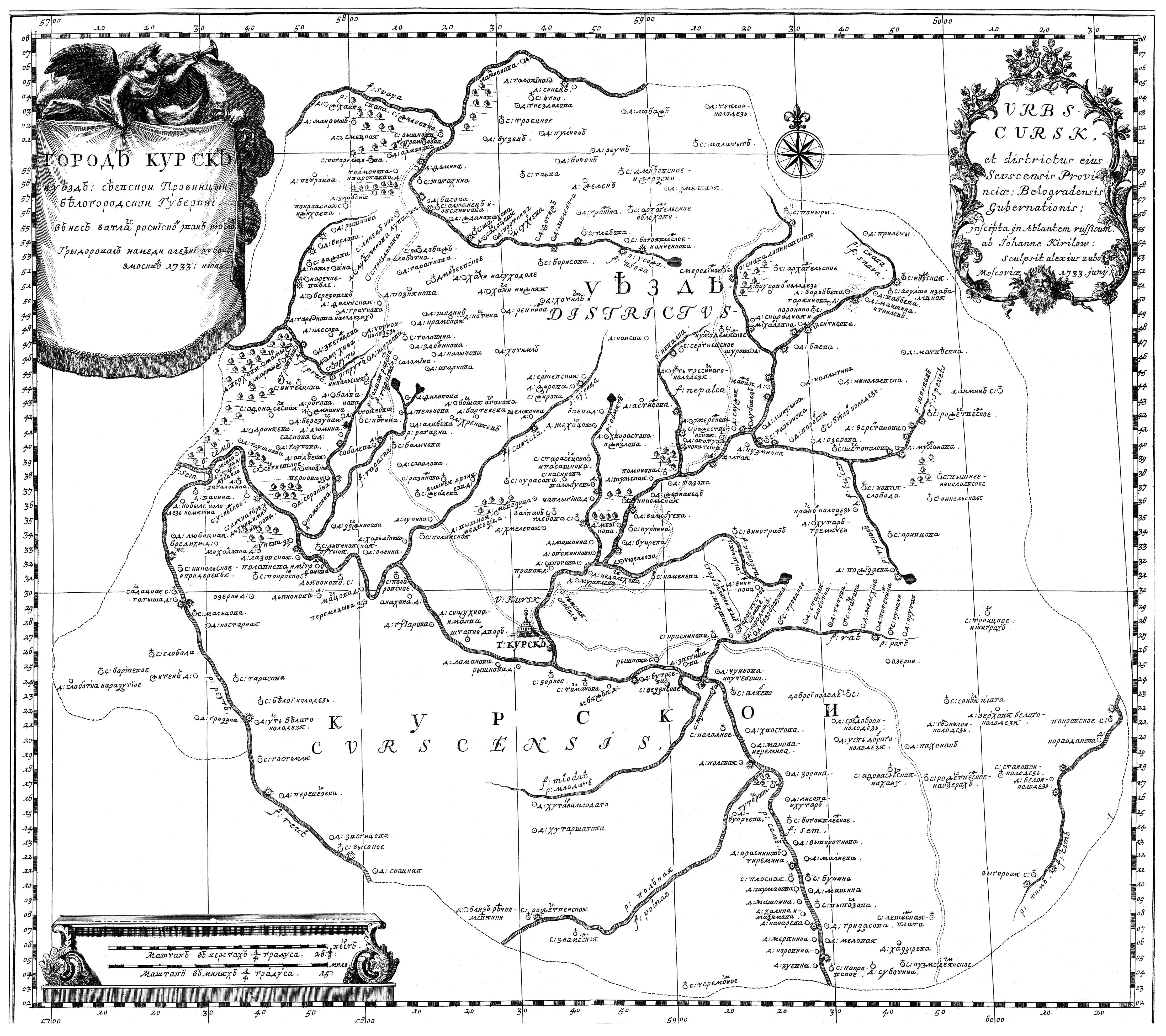
Курский уезд. Атлас Всероссийской империи И. К. Кирилова 1722-1737 гг

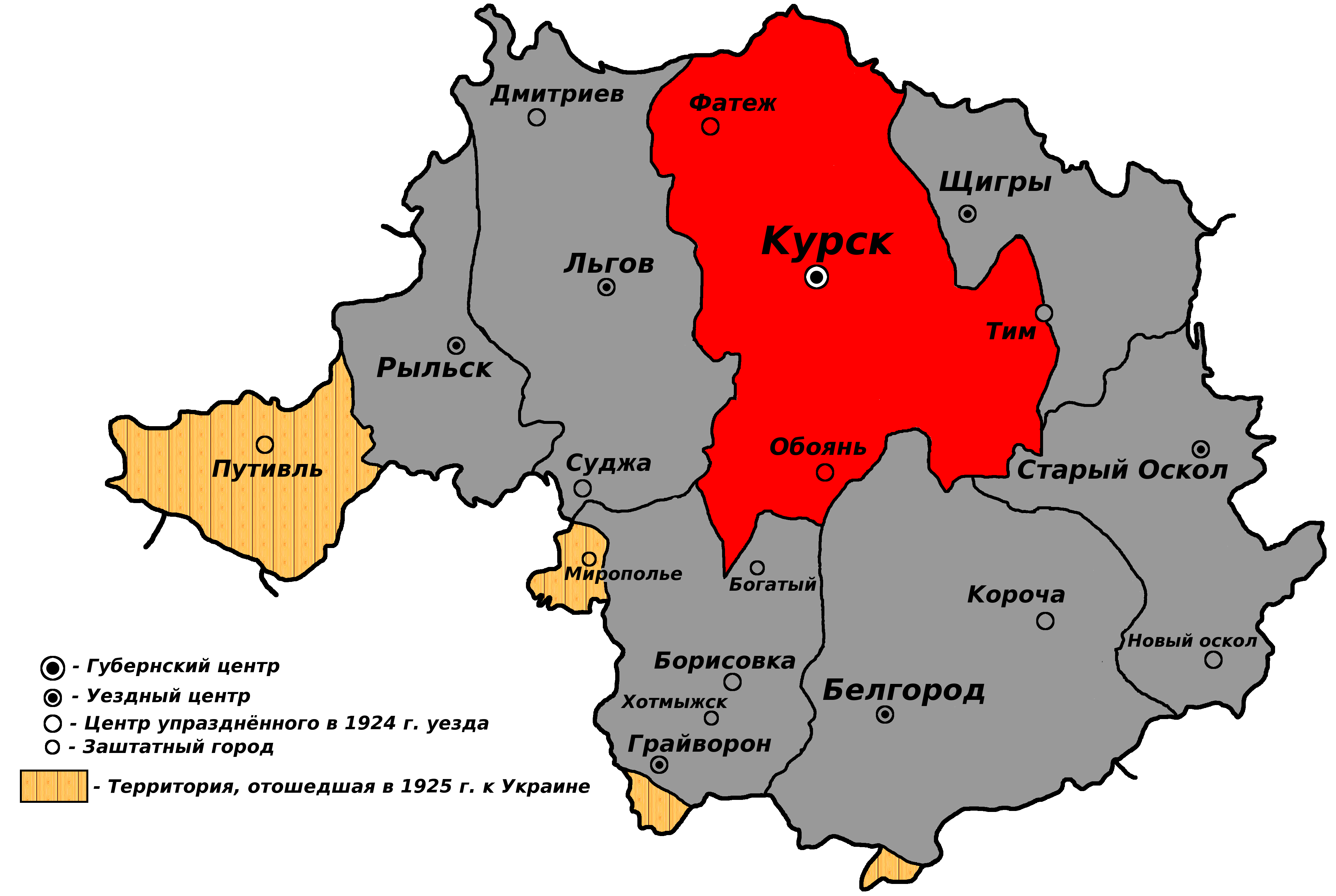
Курский уезд в составе Курской губернии РСФСР (1924—1928 гг.)

Ку́рский уе́зд — административно-территориальная единица Российской империи, а затем (после революции) РСФСР. Уезд входил в состав: Белгородской губернии (1727—1779), Курского наместничества (1779—1797) и Курской губернии (1797—1928). Уездным центром был город Курск, который в 1779—1928 гг. являлся также губернским центром.

## История
Курский уезд известен как административно-территориальная единица с конца XVI века. К середине XVII столетия его площадь достигла 1200 тыс. десятин (≈13110 км²), 12% этой территории составляла пашня. До 1779 года уезд состоял из Курицкого, Подгородного, Обмяцкого, Тускорского и Усожского станов.
К 1719 году Курский уезд стал самым населённым в Черноземье. Только мужчин-однодворцев здесь насчитывалось 29,2 тыс., крестьян — 27,7 тыс..
В 1727 году уезд вошёл в состав Белгородской губернии. В XVIII веке уезд занимал большую площадь, которая в 1779 году, после образования Курского наместничества, была разделена между Курским, Дмитриевским, Тимским, Фатежским и Щигровским уездами.
С июля 1919 по ноябрь 1919 года территория уезда входила в состав Харьковской области «белого» Юга России.
Границы уезда, определённые в 1779 году, существовали без значительных изменений до 1924 года.
В 1918—1924 годах многократно пересматривался состав и названия входивших в уезд волостей и сельсоветов.
По постановлению Президиума ВЦИК от 12 мая 1924 года в состав Курского уезда вошла территория Фатежского и частей Обоянского, Тимского, Щигровского уездов.
В 1928 году, в связи с переходом государства с губернского на областное, окружное и районное деление, Курский уезд был упразднён . На территории бывших Курского и Щигровского уездов был образован Курский округ, входивший в состав Центрально-Чернозёмной области. Округ был разделён на 14 районов, в числе прочих был создан Курский район.

## Руководство уезда
Уездные предводители дворянства
- 1782 – 1784 Анненков И. П.
- 1828 – 1831 Шеховцов И. П.
- 1832 – 1838 Пузанов Н. А.
- 1839 – 1841 Шеховцов И. П.
- 1842 – 1842 Пузанов Н. А.
- 1843 – 1849 Белевцов Д. Н.
- 1852 – 1855 Анненков П. Н.
- 1860 – 1863 Анненков П. Н.
- 1884 – 1890 Анненков Н. П.
- 1890 – 1892 Волков П. П.
- 1892 – 1896 Суковкин Н. И.
- 1906 – 1917 Офросимов Н. А

Земские начальники

## Административное деление
В 1890 году в состав уезда входило 15 волостей:
| № п/п | Волость        | Волостное правление | Число селений | Население |
| ----- | -------------- | ------------------- | ------------- | --------- |
| 1     | Долговская     | с. Долгое           | 15            | 17270     |
| 2     | Дьяконовская   | с. Дьяконово        | 28            | 18248     |
| 3     | Казацкая       | сл. Казацкая        | 10            | 7166      |
| 4     | Каменевская    | с. Каменево         | 21            | 10907     |
| 5     | Колоденская    | с. Колодное         | 11            | 5970      |
| 6     | Муравленская   | с. Муравлево        | 19            | 9540      |
| 7     | Рождественская | с. Рождественское   | 34            | 15346     |
| 8     | Рыжковская     | с. Рыжково          | 34            | 10986     |
| 9     | Спасская       | с. Спасское         | 16            | 8314      |
| 10    | Старковская    | с. Старково         | 47            | 17714     |
| 11    | Стрелецкая     | сл. Стрелецкая      | 6             | 4925      |
| 12    | Троицкая       | с. Беседино         | 39            | 12733     |
| 13    | Чаплыгинская   | д. Чаплыгина        | 41            | 11143     |
| 14    | Черемошнянская | с. Чермошное        | 16            | 6392      |
| 15    | Ямская         | сл. Ямская          | 1             | 6500      |

В 1913 году в уезде также было 15 волостей.

### 1926 год
В 1926 году в состав укрупнённого Курского уезда входило 18 волостей и 282 сельсовета. Ниже представлен список волостей:
| №  | Волость       | Административный центр |
| -- | ------------- | ---------------------- |
| 1  | Алисовская    | с. Алисово             |
| 2  | Анпилоговская | с. Анпилогово          |
| 3  | Бесединская   | с. Беседино            |
| 4  | Бобрышевская  | с. Бобрышево           |
| 5  | Долговская    | с. Долгое              |
| 6  | Золотухинская | м. Золотухино          |
| 7  | Ленинская     | с. Ленино              |
| 8  | Лубянская     | с. Лубянка             |
| 9  | Медвенская    | сл. Медвенка           |
| 10 | Нижнереутская | с. Нижний Реут         |
| 11 | Обоянская     | г. Обоянь              |
| 12 | Поныровская   | м. Поныри              |
| 13 | Рыбинская     | сл. Рыбинские Буды     |
| 14 | Рышковская    | с. Рышково             |
| 15 | Сазановская   | с. Сазановка           |
| 16 | Солнцевская   | п. Солнцево            |
| 17 | Фатежская     | г. Фатеж               |
| 18 | Ямская        | сл. Ямская             |